# Philoscia jacobsoni
Philoscia jacobsoni là một loài chân đều trong họ Philosciidae. Loài này được Searle miêu tả khoa học năm 1922.